# Hawk Eyes
Hawk Eyes — студійний альбом американського джазового саксофоніста Коулмена Гокінса, випущений у 1959 році лейблом Prestige Records.

## Опис
Легендарний тенор-саксофоніст Коулмен Гокінс звучить набагато краще, коли змагається з іншим духовим інструментом. На цій сесії до нього приєднався чудовий трубач Чарлі Шейверс і сильна ритм-секція, до якої увійшли гітарист Тайні Граймс і піаніст Рей Браянт. Серед композицій найбільше виділяються «Through for the Night», «I Never Knew» і «La Rosita», які доповнюють довгі джеми.

## Список композицій
1. «Hawk Eyes» (Коулмен Гокінс) — 10:19
2. «C'mon In» (Коулмен Гокінс) — 13:17
3. «Through for the Night» (Траммі Янґ) — 5:12
4. «I Never Knew» (Гас Кан, Тед Фіо Ріто) — 5:42
5. «La Rosita» (Пол Дюпон, Аллан Стюарт) — 6:09
6. «Stealin' the Bean» (Озі Джонсон) — 4:31

## Учасники запису
- Коулмен Гокінс — тенор-саксофон
- Чарлі Шейверс — труба (1-4, 6)
- Тайні Граймс — гітара (1-4, 6)
- Рей Браянт — фортепіано
- Джордж Дювів'є — контрабас
- Озі Джонсон — ударні

Технічний персонал
- Боб Вейнсток — продюсер
- Айра Гітлер — текст